# Metastelma pedunculare
Metastelma pedunculare är en oleanderväxtart som beskrevs av Joseph Decaisne. Metastelma pedunculare ingår i släktet Metastelma och familjen oleanderväxter. Inga underarter finns listade i Catalogue of Life.